# فرد ديرينغ
فرد ديرينغ هو سياسي أمريكي، ولد في 9 مايو 1923، وتوفي في 15 مارس 2010 في مونروفيل في الولايات المتحدة. نشط حزبياً في الحزب الديمقراطي. وقد انتخب عضو مجلس نواب أوهايو ‏.